# میلهاوزن (ایندیانا)
میلهاوزن (به انگلیسی: Millhousen) یک شهر در ایالات متحده آمریکا است که در شهرستان دکاتور، ایندیانا واقع شده‌است. میلهاوزن ۲٫۶۲ کیلومتر مربع مساحت و ۱۲۷ نفر جمعیت دارد و ۲۷۳ متر بالاتر از سطح دریا واقع شده‌است.